# Company of Heroes 3
Company of Heroes 3 — відеогра жанру стратегії в реальному часі, розроблена Relic Entertaiment та видана Sega для Windows. Продовження гри Company of Heroes 2, має нові механіки та режими, а дії відбуваються на італійському та північно-африканському театрах Другої світової війни.

## Ігровий процес

### Основи
В Company of Heroes 3 гравець керує військами Союзників чи Осі під час північноафриканської кампанії та висадки в Італії.
Гра пропонує спробувати нові для серії механіки, наприклад систему тактичної паузи, яка дає змогу призупиняти бій та поставити команди в чергу, які почнуть виконуватись після відновлення гри. Також в Company of Heroes 3 реалізовано вдосконалену систему руйнування, завдяки якій будівлі руйнуються окремими частинами, наприклад окремими цеглинами, що обсипаються з будівлі. Сюжет динамічний, тому взаємодія гравця з командирами може вплинути на кінцівку.

### Фракції
Британська Співдружність — сили Співдружності представляють британські війська, що воювали разом із Збройними силами США на Середземноморському театрі дій. Фракція характеризується спрямуванням на оборонні дії. Для неї властиве поєднання піхотних сил, швидкої та мобільної легкої техніки та добре броньованої важкої техніки, що ефективно приймає на себе ворожі атаки. В розпорядженні Співдружності мало споруд, що полегшує керування базою. Це найзбалансованіша фракція з простим деревом технологій, яке можна пристосувати під різні ситуації.
Сполучені Штати Америки — представляє збройні сили США, що воювали на Середземноморському театрі з 1943 по 1944 рік. Фракція підтримує агресивний стиль гри, що полягає в високій мобільності військ, вогневій потужності та обширній модернізації зброї. Війська США здатні швидко пристосовуватися під зміни на полі бою. Разом з тим їхня зброя має малий радіус стрільби та скорострільність, а техніка ефективна, коли збирається в групи.
Німецький Вермахт — представляє німецьку армію, що протистояла силам Союзників в Італії. Вермахт покладається на потужну оборону, наступальну бронетехніку, артилерію та елітарні піхотні загони. Його техніка повільно рухається. Вермахт має складне дерево розвитку технологій та сильно залежить від злагодженості роботи різних бойових одиниць у групах. Його війська мають багато спеціалізованих можливостей.
Африканський корпус — експедиційний корпус Вермахту в період Другої світової війни. Африканський корпус спеціалізується на швидких потужних ударах завдяки різноманітній потужній техніці. Всі види піхоти Африканського корпусу вміють ремонтувати техніку та володіють підвищеною стійкістю проти ворожої техніки. Натомість техніка має слабку броню та споживає багато пального.

## Розробка та реліз
Розробкою гри займалася Relic Entertainment. Команда обрала середземноморський театр, оскільки він дозволяє включити різноманітне оточення, що є запитом від багатьох гравців старих ігор. Це дає гравцеві можливість використовувати перепади висот для планування своїх переміщень та атак.
На початку розробки студія набирала творців модів та професійних гравців для формування ради гравців. Рада співпрацювала з Relic під час підготовки до розробки, задля того, щоб визначити механіки на яких треба зосередитися й вирішити де будуть відбуватися події гри. Виконавчий продюсер прокоментував це так: «І ми всі погодилися що потрібен новий театр, що ми не бажаємо повертатися до Західного чи Східного фронту. Тож насправді, залишалися лише Середземноморський та Тихоокеанський. Ми поклали їх обох на дошку, та рахунок був 10-0. Середземне море проти Тихого океану».
Тестування Company of Heroes 3 розпочалось ще до офіційного оголошення через программу Games2Gether Amplitude Studios. Невдовзі після анонсу протягом обмеженого часу була доступна демо-версія гри.
Тестування гравців для Company of Heroes 3 розпочалося ще до офіційного оголошення через програму Games2Gether від Amplitude. Демоверсія гри була доступна протягом обмеженого часу незабаром після оголошення.
Гру офіційно анонсували для Windows в липні 2021 року. Спочатку гра мала вийти 17 листопада 2022 року, але її було перенесено на 23 лютого 2023 року. Консольні версії гри було оголошено під час The Game Awards 2022, а реліз для PlayStation 5 і Xbox Series X/S планується 2023 році.
У серпні 2022 року польська компанія-виробник іграшок Cobi оголосила, що придбала ліцензію на виробництво наборів на тематику гри.
25 червня 2025 року вийшло велике оновлення The Opal Scorpion (2.1.0), яке додало в гру 5 ігрових мап, косметичні предмети, правки до балансу мультиплеєру і виправляє деякі механіки. Також з оновленням 2.1.0 до гри додали українську локалізацію.

## Відгуки
| Агрегатор  | Оцінка |
| ---------- | ------ |
| Metacritic | 81/100 |

| Видання        | Оцінка    |
| -------------- | --------- |
| IGN            | 6/10      |
| NME            | 5/5 зірок |
| PC Gamer (США) | 82/100    |
| PCGamesN       | 7/10      |

За даними Metacritic, Company of Heroes 3 отримала «загалом схвальні» відгуки.
Видання PC Gamer зазначило, що італійська кампанія була «безладом, з недостатньо агресивним штучним інтелектом та плутаною реалізацією підкомандирів».
PCGamesN вважає, що, хоча геймплей не є інноваційним, він відповідає попереднім частинам гри: «Основні сюжетні місії не привносять особливих інновацій в те, що було в Company of Heroes 2 десять років тому, але вони до чортиків веселі». Eurogamer позитивно відгукнувся про гру: «Все можна рознести вщент, що досить добре поєднується з кампанією про стрільбу з танків».
IGN сподобалися деякі моменти в італійській кампанії, але була критика загального досвіду: «Кожне рішення на мапі кампанії настільки незначне, що здається просто марною тратою часу».
Polygon високо оцінив нову систему тактичної паузи: «це робить гру набагато доступнішою».